# Персепољ
Персеполис или Персепољ (староперсијски Pārsa, Takht-e Jamshid или Chehel Minar) је био церемонијални главни град Ахменидског царства у добу од 550. п. н. е.. до 330. п. н. е.. Персепољ се налази на 70 км северно-источно од модерног града Шираз у покрајини Фарс (Иран). Најранији остаци Персепоља дотирају из 515. п. н. е., односно из доба владавине Дарија I-ог који је изградио град. Комплекс Персепоља налази се на узвишеној тераси, а састоји се од неколико краљевских палата, ризница и попратних грађевина, затим две велике церемонијалне дворане; „дворане од хиљаду стубова“ и ападане, која је могла примити 10.000 људи. Колосална ападана и двострука монументална степеништа украшена рељефима најпрепознатљивији су елементи персијске архитектуре из тог доба. Године 1979. Персепољ је уврштен на попис Светске баштине Унеско према 1, 3 и 4 категорији.
Најранији остаци Персепоља датирају из 515. године пре нове ере. У граду, који је деловао као главни центар царства, био је смештен комплекс палате и цитадела дизајнираних да служе као централна тачка за управљање и церемонијалне активности. То је пример ахеменидског стила архитектуре. Комплекс је заузела војска Александра Великог 330. године пре нове ере, а убрзо потом, његови дрвени делови су потпуно уништени у пожару, вероватно намерно.
Функција Персепоља остаје нејасна. То није био један од највећих градова у Персији, а камоли остатку царства, али изгледа да је био велики церемонијални комплекс који је био кориштен само сезонски; комплекс је био подигнут високо на платформи ограђеној зидом, са пет „палата“ или сала различите величине и великим улазима. Још увек није сасвим јасно где су се заправо налазиле краљеве приватне одаје. Донедавно је већина археолога сматрала да се првенствено користио за прославу Новруза, персијске Нове године, која се одржава на пролећну равнодневицу, која је и даље важна годишња свечаност у модерном Ирану. Иранско племство и вазални делови царства долазили су да поклоне краљу, као што је представљено на рељефима на степеништу. Такође је нејасно које су трајне грађевине постојале изван комплекса палате; можда би било боље да се на Персепољ гледа само као на појединачан комплексу, а не „град“ у уобичајеном смислу.
Истраживање Персепоља с почетка 17. века довело је до савременог поновног откривања клинописа и, на основу детаљних студија тројезичних краљевских натписа Ахеменида пронађених на рушевинама, до почетног дешифровања клинописа почетком 19. века.

## Етимологија
Старим Персијанцима град је био познат као Pārsa што значи "Град Персијанаца". Назив Персепољ је грчка варијанта (стгрч. Περσέπολις) староперсијског имена (𐎱𐎠𐎼𐎿|𐎱𐎠𐎼𐎿), а значи Персес полис односно "Персијски град". Рушевине су биле познате Сасанидима под називом „“ (сто стубова), а од 13. века „Chehel minar“ (четрдесет стубова). Према модерном персијском језику, познат као Парсех или Јамшид („Трон Јамшида“), што вуче порекло од митолошког јунака Јамшиде.
Натпис који је 311. године оставио сасанидски принц Шапур Саканшах, син Хормизда II, помиње ово место као Sad-stūn, што значи „Сто стубова“. Пошто су средњовековни Персијанци су ово место приписивали Џамшиду, краљу из иранске митологије, помиње се као Takht-e-Jamshid (Taxt e Jamšīd), што дословно значи „Џамшидов престо“. Друго име које је дато локалитету у средњем веку било је Čehel Menâr (перс. چهل منار, „Четрдесет минарета“), транскрибовано као Chilminara у делу Де Силва Фигуерое и као Чилминар у раним енглеским изворима.

## Историја
Први главни град Персијског царства из династије Ахемениди био је Пасаргад. Око 512. п. н. е. краљ Дарије Велики започео је изградњу масивног комплекса палата Персепољ, који су касније надограђивали његов син Ксеркс I, односно унук Артаксеркс I. Иако су административни центри Персијског царства у то време били Суза, Вавилон и Екбатана, Персепољ је имао церемонијалну улогу главног града у којем се славила персијска Нова година. Будући да је саграђен у планинском крајолику, Персепољ није био превише угодан за стално пребивалиште, па је кориштен углавном у пролеће. Године 330. п. н. е. у време азијских освајања, Александар Македонски осваја и пљачка град, након чега у Ксерксовој палати избија пожар који уништава већину комплекса, што историчари углавном приписују освети Грка из македонске војске за персијско рушење Атине у доба грчко-персијских ратова. Од 316. п. н. е. Персепољ и даље има улогу главног града, у оквиру нових хеленистичких краљевства насталих након Александрове смрти. Од доба династије Селеукида значај града опада, но у 3. веку оближњи град Истахр постаје седиште Сасанидског царства.

### Градња
Након што је наставио Кирову градњу Пасаргада и уређивања Сузе, Дарије Велики одлучио се за градњу новог главног града, што се често тумачи као покушај да се Персепољ везује уз његово име, исто као што се Пасаргад везивао уз име Кира Великог.
Нови град требало је да има политичку и церемонијалну важност, па су у околини града пронађени бројни записи који наводе легитимност владавине Дарија Великог, који је дошао на власт збацивши узурпатора Смердиса који се представљао као брат Камбиза II. Монументална палата грађена је по узору на Кирову палату у Пасаргаду, као и околни вртови комплекса. Вавилонски записи наводе како је Пасаргад био врло активно урбано и густо насељено седиште Персијског царства, које је имало одличне трговачке односе са Вавилонским градовима. Историчар Пјер Брајан тврди како је приликом градње Персепоља обустављена сва градња у Пасаргаду и Сузи, будући да су сва средства била мобилизована за градњу нове метрополе. Наводи и како је нови главни град требало да симболизује "поновно рођење Персијског царства".
Дарије је за локацију комплекса изабрао узвишене долине на југозападној падине планине Кух-и Рахмат, која од тада постаје симбол Ахменидске династије. Дарије је подигао властиту палату, ападану, ризницу, те градске зидине, него тешко је утврдити када је поједина грађевина била завршена. Један од доказа који може послужити за хронологију градње је запис из 509. п. н. е. који спомиње изградњу градских зидина.
Градњу појединих објеката завршили су његови наследници. На пример, његов син Ксеркс I додао је на сјевер комплекса "Врата свих народа, властиту палату хадиш", а можда чак и трипилон. Ксерксов син Артаксеркс I 460. п. н. е. додаје и гарнизон, властиту палату и завршава "дворану од стотину стубова". Неки објекти остали су незавршени, попут процесијског пута и „незавршених врата“ на северу комплекса, а приписују се углавном Артаксерксу III. Касније су и стене североисточне планине урезане две краљевске гробнице, једна незавршена која се приписује Дарију III.
За разлику од многих других монументалних грађевина античког доба попут Партенона у Грчкој или Колосеума у Римском царству, Персепољ нису градили робови већ вероватно плаћени радници из свих земаља царства; Вавилоније, Карије, Јоније, Асирије, Египта, итд.
Раздобља градње деле се на пет периода:
1. Даријев период (518. п. н. е. - 490. п. н. е.)
Тераса комплекса
Ападана (дворана за пријем)
Ризница
Градске зидине
2. Даријев и Ксерксов период (490. п. н. е. - 486. п. н. е.)
Даријева плата
Монументални (источни) стубови
Врата свих народа
Северни стубови
3. Ксерксов период (486. п. н. е. - 465. п. н. е.)
Ксерксова палата
"Харем"
"Палата Д"
4. Период Артаксеркса I (465. п. н. е. - 424. п. н. е.)
"Дворана од стотину стубова“
Артаксерксова палата
Гарнизон
5. Период Артаксеркса II, Артаксеркса III и Дарија III (424. п. н. е. - 330. п. н. е.)
Гроб Артаксеркса II
Палата Артаксеркса III
"Дворана од 32 стуба“
Гроб Артаксеркса III
Процесијски пут
Недовршена врата
Недовршена гробница

### Уништење
Географски заштићен у средишту Персијског царства, Персепољ као комплекс није имао солидну одбрану. Осим тога, у подножје планине Кух-и Рамат представља слабу тачку јер на истоку постоји благи пад који не погодује одбрани, па је та страна била заштићена бедемима и кулама.
Уништење Персепоља 330. п. н. е. углавном се приписује Александру Македонском, што је у својим делима спомињу Плутарх, Диодор са Сицилије и Квинт Курције Руф. Неки археолошки налази поткрепљују њихове наводе, но њихова верзија уништења града се понекад оспорава од стране неких модерних историчара.
Разлози уништења Персепоља су и даље предмет историјске расправе. Антички историчари тврде како је Александар спалио Персепољ док је био пијан, наводно на наговор једне грчке проститутке бацио бакљу у Ксерксову палату, како би удовољио својим грчким савезницима освету за Ксерксово спаљивање Атине у доба грчко-персијских ратова. Овој причи иду у прилог археолошки докази прека којима су Ксерксова палата и оближњи трипилон више оштећени од остатака комплекса.
Модерни историчари спаљивање Персепоља приписују Александровој жељи да на симболичан начин покаже крај персијске доминације регијом. Древни списи из хеленистичког доба наводе како се Александар Македонски јако кајао због уништења Персепоља, које је сматрао лошим политичким примером.

### Касније доба
Персепољ су после хеленистичког доба Селеукидске династије наставиле користити иранске династије попут Парта и Сасанида, које су га сматрале симболом персијске културе и моћи. Према персијским записима из доба Сасанидског царства, краљ Хормизд I је у Персепољу приређивао свечане гозбе, што упућује како је комплекс коришћен вековима након македонских освајања. Такође, архитектура Персепоља је снажно утицала на сасанидску архитектуру што је видљиво на палати у Фиризабаду. Дворана за аудијенције, отворена с предње стране, постала је касније уобичајеном у исламској архитектури. Комплекс је после тешко страдао и у навалама Арапа у VII веку, односно Монгола почетком XIII века након чега бива потпуно напуштен.
- Резбарје коњаника из сасанидског доба, Музеј у Персепољу
- Записи на пахлави, Музеј у Персепољу

### Прве посете рушевинама
Рушевине су биле познате Сасанидима под називом „st stwny“ (сто стубова), а од XIII века „Chehel minar“ (четрдесет стубова). Садашњи назив „Takste Jamšid“ (Трон Јамшида) вуче порекло од митолошког јунака Јамшида. Локалитет је постао одредиште многих посета са запада између XIII и XVIII века. Примери су:
- Године 1318. млетачки мисионар Св. Одорик на путу према Кини посећује Chehel minar, без ступања на рушевине. Ово се сматра првом европском посетом Персепољу.
- Век и по касније још један млетачки путник (Giosafat Barbaro) посећује остатке Персепоља.
- Португалски мисионар Антонио де Гоувеа посећује рушевине 1602. године, а у својим записима спомиње клинасто писмо и "животиње са људским главама".
- Шпански велепосланик Дон Гарсија де Силва од Фигуроа код персијског владара Абаса I описује рушевине у писму из 1619. године, те на темељу грчких текстова објашњава јасну везу између Персепоља и Chehel Minara.
- Између 1615. и 1626. Римљанин Пјетро Дела Вале посећује многе источне земље, и преписује клинасто писмо које ће касније бити дешифровано.
- Енглези Англај Додмор Котон и Сир Томас Хербер од 1628 до 1629 путују истоком са циљем дешифровања древних писама.
- Између 1664 и 1667 Французи Jean Thévenot и Jean Chardin посећују Персепољ. Thévenot у свом „Voyage au Levant“ (Путовања Левантом) погрешно закључује како су рушевине премале да би служиле као палата персијских краљева, но Chardin јасно идентификује објекте на комплексу.
- Године 1694 Италијан Ђовано Франческо Гемели - Карери мери и бележи све димензије рушевина, те проучава древне натписе.
- Холанђанин Корнелије де Брујин 1704. посећује и истражује рушевине Персепоља; године 1711. објављује књигу "Reizen over Moskovie, door Persie en Indie", а 1718. године "Voyages de Corneille le Brun par la Moscovie, en Perse, et aux Indes Occidentales".

### Археолошке експедиције
У IX и XX веку расте број научних експедиција у Персепољу:
- Године 1840. и 1841. сликар Јеуген Фландин и архитекта Паскал Косте неколико пута посећују рушевине у Персији, укључујући и Персепољ.
- Прва истраживања проведена су 1878. године када је Motamed-Od Dowleh Farhad Mirza, гувернерФарс покрајине, откопавао „дворану од стотину стубова“.
- Убрзо након тога, Французи Чарлс Чипиез и Џорџс Перот проводе велико истраживање локације. Кроз темељно студирање откопаних рушевина и отпада, Чипиез почиње правити праве познате реконструкције палата и споменика ахемендиоског доба.
- Немачки научник Франз Столз истражује археолошке локалитете у Фарс покрајини и објављује резултате 1882. године.
- Двоје француских археолога, Жан и Марсел Диолафој проводе две археолошке мисије у Персији. (1881—1882. и 1884 - 1886). Они су први посетиоци локације који су у Европи донели фотографије Персепоља и много археолошких предмета.
- Од 1931. до 1939, ископавања су проведена од стране Немаца Ernst Herzfeld и Frederich Erich Schmidt, које је послао Оријентални институт свеучилишта у Чикагу.
- Током 1940 - их, Француз Andre Godard и иранац A. Sami настављају ископавања под овлаштењем "Иранског археолошког завода".
- Каснија истраживања преводи "Ирански археолошки завод" на челу којег је Али Тајвиди. У сарадњи са италијанским истраживачем Giuseppe Ann Britt Tilia са "Италијанског оријенталног института", откривене су две нове палате које су приписане каснијим ахеменидским владарима; Артаксерксу I и Артаксерксу II.

Сви објекти Персепоља и дан данас нису откривени. Неки од таквих здања су и рушевине хадиша и тачаре чије порекло још није утврђено.

### Модерно доба
Године 1971. испред комплекса Персепољ одржана је раскошна парада у скопу обележавања 2500 јубилеја монархије у Ирану, коју је приредио последњи ирански шах Мухамед Реза Пахлави. На церемонији је учествовало више од 200 државника из целога света, укључујући и југословенског председника Јосипа Броза Тита и његову жену Јованку. Сматра се како је прослава била шахов покушај да оправда легитимитет своје власти након што је 1953. на власт дошао државним ударом, збацивши демократску изабрану власт. Процене трошкова прославе крећу се између 22 и 200 милиона америчких долара. Новија археолошка истраживања показала су како је церемонија оштетила остатке канала и вртова у околини Персепоља.
Данас Персепољ спада у осетљиву околину која може бити угрожена људским активностима. Локација није директно угрожена испушним плиновима будући да се већа урбана места попут Шираза налазе на 70 km удаљености, не постоји опасност од коришћења пољопривредних хемикалија у плодној долини подно комплекса. Програм за заштиту локације недавно је због ерозије ограничио број посетиоца, а изнад осетљивих елемената попут источног стубипта ападне постављени су кровови због заштите од атмосферилија. Велику забринутост за судбину Персепоља показали су многи стручњаци због градње бране Сиванд надалеко од Пасаргада, који се налази 43 km од Персепоља. Иако стручњаци тврде како ниво воде неће оштетити археолошка налазишта у колици античких налазишта, археолози су забринути и због повећања влажности услед појаве вештачког језера, но министри енергетике тврде како се то може обештетити могућношћу контролисања нивоа језера. Изградња бране почела је 20. априла 2007. године. Осим бране, страх је проузроковала и градња железничке пруге од Персепоља и Накш-и Рустама, за које неки сматрају како њихове вибрације могу оштетити налазишта. Због богатих археолошких налазишта и великог развоја прометне мреже, често долази до сукоба и парница између иранских министарстава културне баштине и промета. Персепољ је 1979. године уврштен на попис Светске баштине Унеско-а према 1, 3 и 4 категорији, због чега на комплексу нису дозвољене икакве модификације.